# Pollution des sols de la région lausannoise aux dioxines et furanes
La pollution des sols de la région lausannoise aux dioxines et furanes décrit une pollution des sols  à des substances chimiques de type dioxine et furane de plusieurs zones de l'agglomération lausannoise, notamment Lausanne (en particulier les quartiers Vallon / Béthusy, Sauvabelin et Cité) ainsi que dans une moindre mesure certaines zones d'Épalinges et de Mont-sur-Lausanne. La pollution est découverte au cours de l'année 2021 et donne lieu à plusieurs mesures de protection sanitaire, comme des restrictions sur la consommation de produits alimentaires. Les experts estiment que cette pollution est due aux rejets de l'incinérateur du Vallon, en activité entre 1958 et 2005.

## Pollution

### Découverte
Au début de l'année 2021, la municipalité de Lausanne procède à des analyses du sol pour la mise en place de potagers urbains dans le quartier de Sallaz / Vennes / Séchaud. Les résultats montrent des taux de dioxines et furanes supérieurs à la norme en vigueur et imposent des analyses complémentaires. Les autorités investiguent alors le niveau de pollution de 49 sites. Les mesures montrent que 18 sont considérés comme pollués, mais aucun gravement,.
En mai, la municipalité communique ces éléments à la population et indique qu'une étude plus approfondie de cette pollution va être menée conjointement avec le canton de Vaud. Cette étude vise notamment à étudier le niveau de pollution aux dioxines et furanes de 126 sites de Lausanne et son agglomération.
En octobre, les résultats de l'étude sont communiqués par les autorités. Il apparaît que l'importance et l'étendue de la pollution sont plus élevées que prévu.

### Nature de la pollution
La pollution détectée concerne des molécules issus de processus de combustion : les dioxines et les furanes. Ces molécules sont des déchets organiques et persistants. produits notamment lors de la combustion de déchets ménagers.
Les dioxines et les furanes sont peu solubles dans l'eau.
Les dioxines présentent un niveau de toxicité variable. Les êtres humains sont principalement exposés par l'alimentation (ingestion de ces molécules). Elles sont notamment stockées dans les graisses. 

### Localisation et étendue
En octobre 2021, les autorités cantonales établissent la cartographie de la pollution des sols. Celle-ci s'étend, à un faible niveau, du sud au nord entre le Léman (notamment le secteur de Vidy) et le sud des communes de Mont-sur-Lausanne et Épalinges et d'est en ouest entre la Blécherette et les quartiers à l'ouest de la Vuachère (comme Chailly / Rovéréaz ou Mousquines / Bellevue).
Les mesures réalisées montrent que la pollution est la plus élevée dans certaines zones des quartiers lausannois Vallon / Béthusy, Sauvabelin et Cité.

### Origine suspectée
Dès la détection de la pollution, les experts suspectent l'ancien incinérateur du Vallon d'être responsable de la contamination des sols. Les services du canton expliquent que les sources de pollution en activité ont été étudiées, notamment un crématoire, des usines et des exploitations agricoles, et qu'aucun élément n'indique que l'une d'entre elles soit responsable du phénomène.

## Impact sanitaire

### Position et réactions des autorités
En mai 2021, la municipalité de Lausanne communique à la population les premiers résultats des mesures. Parmi les 18 sites pollués, 9 font l'objet d'une attention particulière puisque ces sols sont régulièrement foulés et sont proches d'aires de jeux.
En janvier 2023, les autorités font le bilan des investigations réalisées en 2022. Vassilis Venizelos indique notamment qu'aucune nouvelle pollution n'a été découverte depuis 2021, ce qui accrédite l'hypothèse que les rejets de l'usine d'incinération du Vallon sont bien la cause de la contamination des sols. Les mesures de protection prises en 2021 sont complétées et renforcées tandis que la cartographie de la pollution est étendue.

### Aspects scientifiques
À l'instar des autorités, les scientifiques se montrent rassurants au printemps 2021. Un responsable d'Unisanté indique notamment que les molécules retrouvées dans les sols n'ont pas d'effet cancérogène. De plus, les taux de dioxines et furanes observés sont trop faibles pour être dangereux à court terme. Il faudrait ainsi une ingestion régulière de terre contaminée pendant au moins un an pour que le risque devienne important.
L'accent est rapidement mis sur les risques pour les jeunes enfants, qui peuvent jouer dans une terre polluée et mettre leurs mains dans la bouche par réflexe.
À l'occasion de la conférence de presse de janvier 2023, le médecin cantonal précise que la situation à Lausanne est bien moins grave que celle de pollution emblématiques pour les populations européennes (ex : accident de Seveso) et écarte l'existence d'un risque élevé pour la population lausannoise. Il explique que l'exposition aux polluants incriminés se fait sur le long terme, par l'ingestion d'aliments issus d'une zone polluée.
En 2023, une étude épidémiologique est lancée sur un échantillon d'une centaine de personnes. Le médecin cantonal indique qu'à ce stade, la mise en place d'une cohorte épidémiologique est prématurée et que les résultats de l'étude permettront de clarifier la nécessité du besoin.

### Mesures de protection
En janvier 2023, le seuil au-dessus duquel les recommandations doivent être appliquées est abaissé, passant de 20 ng TEQ/kg à 5,.

### Étude sur la santé des riverains
En 2023, une étude épidémiologique est lancée pour évaluer l'impact sanitaire de la pollution sur la santé de la population lausannoise exposée. Menée par Unisanté, l'étude vise à comparer un groupe de personnes exposées (niveau de 5 ng TEQ/kg) à un groupe de non-exposés.

## Dépollution
Les autorités cantonales et municipales étudient plusieurs solutions pour dépolluer les sols contaminés. L'une de celles-ci s'appuie notamment sur la bio-remédiation : l'utilisation de bactéries dont le fonctionnement métabolique dégrade les dioxines. L'expérimentation d'une solution tessinoise est envisagée pour l'année 2025,.